# Antoni Ferrando
Antoni Ferrando i Francès (Benicolet, province de Valence, Espagne, 9 septembre 1947) est un linguiste espagnol, titulaire de la chaire de philologie catalane de l'université de Valence (1983-2018), directeur de l'institut interuniversitaire de philologie valencienne (1983-1986, 1992-2001), membre de la section philologique de l'Institut d'Estudis Catalans depuis 1985 et de l'Académie valencienne de la langue depuis 2001.

## Biographie
En 1971, il obtient le titre de professeur de valencien délivré par l'association Lo Rat Penat.
Il réalise une thèse de doctorat consacrée aux concours de poésie valenciens sous la direction de Manuel Sanchis Guarner.
Une grande partie de ses travaux portent sur l'histoire de la langue catalane toutes périodes confondues.
Il réalise des éditions critiques variées : Pere Jacint Morlà (1995), Jaume Gassull (1987), Llibre dels fets (1995 ; avec Vicent Escartí), Lluís Alcanyís (1999), Curial e Güelfa (2007), etc..
Il participe à la fondation de l'Institut interuniversitaire de philologie valencienne (IIFV)
Il prend sa retraite universitaire en 2018 mais poursuit ses travaux, notamment au sein de l'IIFV.
Considéré comme une figure de référence des études sur le catalan dans la Communauté valencienne, il a formé des générations de philologues à l'université de Valence et ailleurs dans les Pays catalans.
Sa contribution à la normalisation de la langue catalane à travers sa participation à des organismes comme l'Institut d'Estudis Catalans, l'Institut interuniversitaire de philologie valencienne et l'Académie valencienne de la langue est également reconnue.
En 2025, il est nommé docteur honoris causa de l'université d'Alicante.

## Publications
- (ca) Narcís Vinyoles i la seua obra, 1978[9]
- (ca) Consciència idiomàtica i nacional dels valencians, Valence, Universitat de València, 1980, 229 p. (ISBN 84-370-0162-5)[9]
- (ca) El certàmens poètics valencians del segle XIV al XIX, 1983[9]
- (ca) Antoni Ferrando Francés, Fabra, Moll i Sanchis Guarner: La construcció d'una llengua moderna de cultura des de la diversitat, Universitat de València, 2019[10]
- (ca) Història de la llengua catalana, Barcelone, Editorial UOC, 2011, 552 p. (ISBN 978-84-9788-380-1) avec Miquel Nicolàs Amorós, plusieur rééditions révisées
- (ca) Llorente i Blasco Ibáñez: entre la política i la literatura : (a propòsit, sobretot, de la guerra de Cuba), Institució Alfons el Magànim, 2021 (ISBN 978-84-7822-892-8)[10]